# Trapezites macqueeni
Macqueen's Skipper (Trapezites macqueeni) là một loài bướm ngày thuộc họ Bướm nhảy. Loài này có ở phía bắc Queensland, ở vùng đồi cách xa bờ biển.
Sải cánh dài khoảng 30 mm.
Ấu trùng ăn Lomandra filiformis.